# پشتیبان (ترانه پیت‌بول)
«پشتیبان» تک‌آهنگی از پیت‌بول است که در سال ۲۰۰۴ میلادی منتشر شد.